# Lipinka Głogowska
Lipinka Głogowska – nieczynna stacja kolejowa na linii nr 305 w Lipinkach, w województwie lubuskim, w Polsce.